# Neumático de lluvia

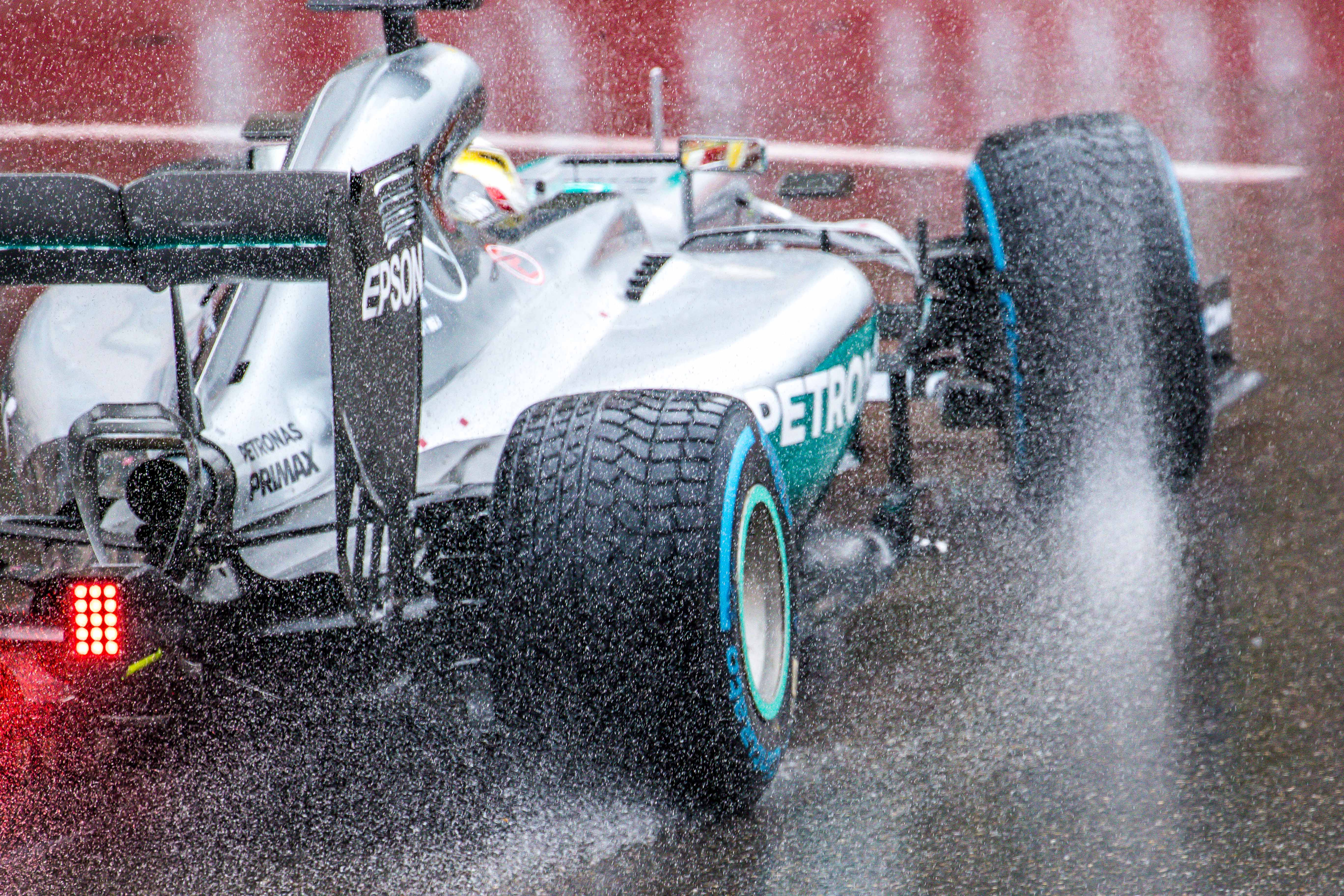
Mercedes F1 W07 Hybrid con neumáticos de lluvia en el GP de Mónaco 2016.

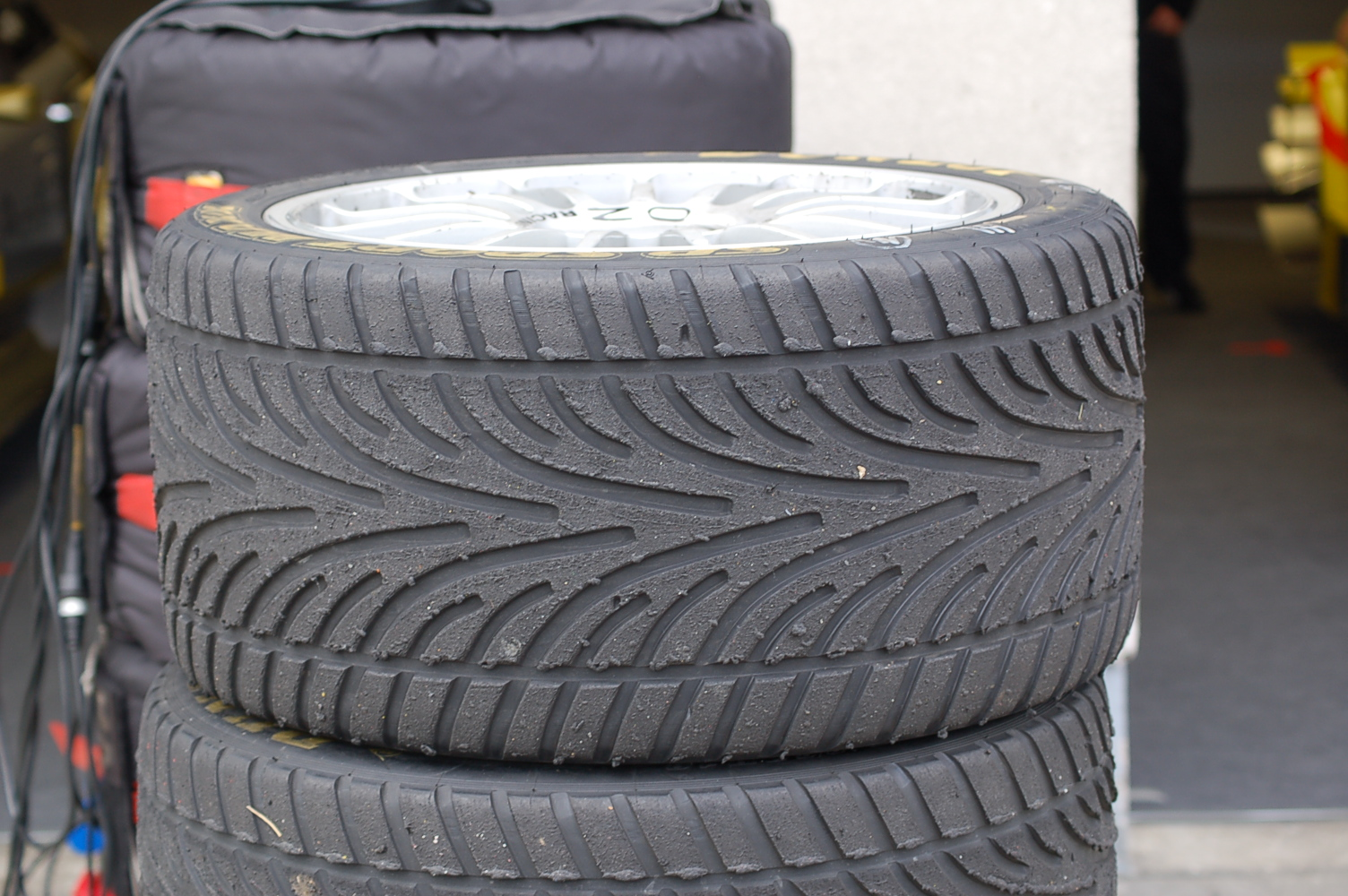
Neumático de lluvia para DTM.

Un neumático de lluvia es un neumático especialmente diseñado para su uso en deportes de motor en condiciones de pista mojada, en contraposición al neumático liso. Se parecen en muchos aspectos a los neumáticos de calle.

## Estructura
Los neumáticos de lluvia tienen una estructura especialmente diseñada para una mejor adaptación a su aplicación. Sin embargo, no todos los neumáticos de lluvia obedecen a los mismos principios de funcionamiento. Ciertos factores deben tenerse en cuenta al diseñar un buen neumático de lluvia, tales como:
- Tipo de uso que se le vaya a dar al neumático.
- Velocidad del vehículo.
- Peso del vehículo.
- Potencia del vehículo.
- Duración del neumático.

## Banda de rodadura
Los neumáticos de lluvia se cortan o moldean con un dibujo inscrito en la banda de rodadura. Esto permite al neumático evacuar el agua que queda atrapada entre la superficie y el neumático. Si esa agua no se retira, el automóvil experimentará un efecto conocido como acuaplaneo, pues el caucho perderá el contacto con el suelo. Estos surcos no ayudan a mejorar el agarre, como se cree generalmente. Sin embargo, si estos surcos son poco profundos el agarre empeorará sobre una pista mojada, pues la goma no hará un buen contacto con el suelo. Los patrones de dibujo están diseñados para desplazar el agua tan rápidamente como sea posible hacia los bordes del neumático o hacia los canales circunferenciales en el interior de la banda de rodadura. No todos los patrones son iguales, pues dependen del uso que se le vaya a dar. Dicho dibujo también está diseñado para generar calor cuando se le aplican fuerzas laterales para mejorar el agarre del neumático.
La mayoría de estos neumáticos tienen una banda de rodadura pensada para actuar en un solo sentido de giro. Si se usan en sentido contrario, provocarán un efecto contraproducente.

## Compuesto
Los neumáticos de lluvia se fabrican con una goma más blanda que la de los neumáticos de seco para mejorar el agarre en condiciones deslizantes y para generar calor en el neumático. Es un compuesto tan suave que su uso en seco provocaría su destrozo en cuestión de minutos. Un compuesto blando implica el uso de aceites y otros compuestos químicos que hagan que el neumático se vuelva pegajoso cuando está caliente.
Cuando ha terminado de llover y la pista está en proceso de secado, no es raro ver a los competidores conducir intencionalmente por los zonas húmedas de la pista, con el fin de enfriar el caucho y evitar el deterioro de los neumáticos. Tan pronto como sea posible, los conductores se cambiarán a los neumáticos lisos para mantener velocidades competitivas.

## Tamaño
Algunos neumáticos de lluvia tienen un diámetro exterior menor que sus equivalentes para seco. Esto da lugar a que, para una misma velocidad del vehículo, el neumático girará más rápido, provocando una mayor fuerza centrífuga, lo que resulta en mayor evacuación de agua. Algunos también son más estrechos, pues así se reducen las posibilidades de sufrir acuaplaneo.